# بيتر الكسندر
بيتر الكسندر (بالألمانية: Peter Alexander)‏ (و. 1926 – 2011 م) هو مقدم تلفزيوني، ومغني، وممثل أفلام نمساوي، ولد في فيينا، توفي في فيينا، عن عمر يناهز 85 عاماً.

## التعليم
تعلم في جامعة الموسيقى والفنون التعبيرية في فيينا.

## جوائز
حصل على جوائز منها:
- Ring of Honour of the City of Vienna [الإنجليزية]‏
- النيشان الذهبي للخدمات المقدمة لمدينة فيينا ‏
- رومي  [لغات أخرى]‏
- Grand Decoration of Honour for Services to the Republic of Austria ‏.

## وصلات خارجية
- بيتر الكسندر على موقع IMDb (الإنجليزية)
- بيتر الكسندر على موقع روتن توميتوز (الإنجليزية)
- بيتر الكسندر على موقع مونزينجر (الألمانية)
- بيتر الكسندر على موقع ألو سيني (الفرنسية)
- بيتر الكسندر على موقع ميوزك برينز (الإنجليزية)
- بيتر الكسندر على موقع أول موفي (الإنجليزية)
- بيتر الكسندر على موقع قاعدة بيانات الأفلام السويدية (السويدية)
- بيتر الكسندر على موقع ديسكوغز (الإنجليزية)
- بيتر الكسندر على موقع قاعدة بيانات الفيلم (الإنجليزية)
- بيتر الكسندر على موقع كينوبويسك (الروسية)